# Kuželj (Delnice)
Pour les articles homonymes, voir Kuželj.
Kuželj est une localité de Croatie située dans la municipalité de Delnice, dans le comitat de Primorje-Gorski Kotar. En 2001, la localité comptait 35 habitants.

## Démographie
| 1948 | 1953 | 1961 | 1971 | 1981 | 1991 | 2001 |
| ---- | ---- | ---- | ---- | ---- | ---- | ---- |
| 147  | 140  | 124  | 95   | 79   | 49   | 35   |